# Ralph Benatzky
Ralph Benatzky (Moravské Budějovice, 5 de juny de 1884 – 16 d'octubre de 1957), nat Rudolf František Josef Benatzky, fou un compositor austríac originari de la República Txeca, que en aquell temps era part de l'Imperi Austríac. Treballà principalment a Viena i va compondre nombroses operetes i cabarets.

## Joventut
Nascut a Moràvia, el jove Benatzky es va traslladar a Viena als 6 anys. Després d'estudiar diferents carreres, Benatzky als 25 anys opta per dedicar-se a la composició, captivat principalment per la tradició de la gran opereta vienesa de creadors com Johann Strauss (pare) i J. S. (fill).
És a través del cabaret i operetes de llarga durada que aconsegueix captivar i atraure el públic de Viena i posteriorment el de Berlín. Alguns cantants coneguts, com Zarah Leander, van ser una llançadora clau per les seves àries i cançons. Encara que la seva fama fora d'Europa va quedar reduïda a l'opereta Im weißen Rößl (La fonda del cavall blanc), va compondre extensament per cinema durant el seu exili a Hollywood.

## Viena
La seva carrera militar va finalitzar el 1907 a conseqüència d'una lesió. Seguidament va entrar estudiar filosofia a Viena, Múnic i Praga, on va obtenir un doctorat en Filosofia. Al mateix temps va estudiar composició i direcció d'orquestra a Múnic amb l'aclamat director Felix Motti, recordat primordialment per la seva vinculació amb Wagner. Després d'un període en el qual va exercir de director al Kleines Theatre de Múnic, Benatzky va començar a escriure text per cabaret i teatre musical. En tornar a Viena va assumir la direcció d'un prominent cabaret i va començar a compondre operetes i cançons populars amb lletra seva, la majoria d'elles ambientades a Viena. Una de les seves intèrprets més persuasives va ser Josma Selim, amb qui es va casar el 1941.
Benatzky va obtenir el primer èxit amb l'opereta Liebe im Schnee (m'encanta la neu), produït per Oscar Straus i escenificada per Miksa Preger. Es va estrenar el 1916 a l'Établessment Ronacher, a Viena. Mizzi Günther va protagonitzar l'obra abans d'estendre la producció a diferents països. Després d'aquesta opereta van seguir més èxits: Yuschi tanzt, la qual va ser interpretada 109 vegades abans d'exportar-la a Hongria i a altres parts d'Alemanya; Apachen (1920), primer produïda al Teatre Apolo amb Louis Treumann com a protagonista, i acabant la gira a l'important teatre Palladium de Londres; Pipsi (1921) i Ein Märchen aus Florenz (1922) la qual va ser interpretada cents de nits al Teatre Johann Strauss a Viena i al Deutsche Opernhaus a Berlín amb Richard Tauber encarnant el rol principal.
Després d'aquestes reeixides produccions Benatzky es va traslladar a Berlín per tal d'aconseguir l'aclamació del públic berlinès davant les seves operetes riques en decorat, vestuari i cançons que fàcilment connectaven amb el públic.

## Berlín
Un cop traslladat a Berlín va tenir molt contacte amb els artistes que treballaven al Grosses Schauspielhaus, aportant música a les seves publicacions. La seva obra Casanova va ser un èxit el 1928. Dos anys més tard escriuria Im weissen Rössl (La fonda del cavall blanc) incorporant cançons conegudes d'altres compositors. Aquesta esdevindria la seva obra més imperible.
Paral·lelament a les seves composicions d'opereta, Benatzky va seguir treballant amb petites comèdies musicals. El 1930 va estrenar Meine Schwester und ich (La meva germana i jo), adaptació de la comèdia francesa Ma soeur et moi (1928), obra amb la qual va aconseguir un segon èxit internacional. Posteriorment va escriure la comèdia musical Cocktail, la qual també va tenir èxit a Berlín.
Al sortir elegit el partit Nacional Socialista Benatzky es veu obligat a abandonar Alemanya amb la seva dona i es trasllada primer a París i seguidament a Viena. Ralph Benatzky no era jueu, però les dues dones amb les qui es va casar si; Josma Selim, cantant (1884-1929) i Melanie Hoffman, ballarina.

## Exili a Hollywood
A causa de l'Anschluss el compositor fuig d'Europa i s'exilia a Hollywood on va poder sobreviure gràcies a la seva artesania creadora, musicant cinema de Hollywood. Es va quedar a Hollywood treballant fins ben acabada la II Guerra Mundial.
Va adaptar La fonda del cavall blanc per dur-la a la pantalla. També va readaptar La Petite Chocolatière per un film sota el títol Wer wagt gewinnt!, i va treballar en el guió i la música de les pel·lícules de musicals Die Puppenfee i Mädchenpensionnat. La seva Meine Schwetern und ich i Bezauberndes Fräulein van ser ambdues adaptades a la pantalla per altres mans el 1950.

## Retorn a Europa: Suïssa
El 1948 torna a la seva estimada Europa i resideix a Zurich fins al final dels seus dies, on continua escrivint i component fins als últims anys de la seva vida.
Durant la seva activa i variada carrera, Benatzky també va escriure llibrets per l'òpera Die Schmieden de Karl Kaskel i per l'òpera d'un acte Die Blinde de Max Ast. També va adaptar l'òpera Porgy and Bess a l'alemany.

## Selecció d'obres del seu catàleg

### Operetes, cabarets i comèdies musicals
- Laridon (1911)
- Cherchez la femme (1911)
- Der lachende Dreibund (1913)
- Anno 14 (1914)
- Liebe im Schnee (1916)
- Die tanzende Maske (1918)
- Die Verliebten (1919)
- Apachen (1920)
- Ein Märchen aus Florenz (1923)
- Casanova, amb música de Johann Strauss II (1928)
- Die drei Musektiere (1929)
- Im weißen Rößi (1930)
- Meine Schwester und ich (1930)
- Zur goldenen Liebe (1931)
- Zirkus Aimée (1932)
- Büxl (1932)
- Bezauberndes Fräulein (1933)
- Reichste Mann der Welt (1935)
- Der König mit dem Regenschirm (1935)
- Axel an der Himmelstur (1936)
- Majetät – Privat (1937)
- Herzen im Schnee (1937)
- Angielina (1940)

### Filmografia
- Die letzte Kompagnie (1930)
- Arm wie eine Kirchenmaus (1931)
- Zu neuen Ufern (1937)
- Die ganz grossen Torheiten (1937)
- Liebespremiere (1943)
- Damals (1943)
- La fonda del cavall blanc (1948)